# Солнечна
Со́лнечна (рос. Солнечная) — присілок у складі Альменєвського округу Курганської області, Росія.
Населення — 61 особа (2010, 124 у 2002).
Національний склад станом на 2002 рік:
- росіяни — 87 %